# Большое Кривое (озеро, Карелия)
Большое Кривое — пресноводное озеро на территории Сосновецкого сельского поселения Беломорского района Республики Карелии.

## Общие сведения
Площадь озера — 1,4 км². Располагается на высоте 101,5 метров над уровнем моря.
Форма озера лопастная, подковообразная. Берега изрезанные, каменисто-песчаные, местами заболоченные.
Из северной оконечности озера вытекает река Левис, впадающая в реку Левис (Урам). Последняя впадает в реку Кемь.
По центру озера расположен один относительно крупный (по масштабам водоёма) остров без названия.
Код объекта в государственном водном реестре — 02020001011102000006585.